# Филантропинум
Филантропинум, филантропин  — закрытое воспитательно-учебное учреждение (интернат), отвечающее основным положениям филантропизма.
Филантропины были платными заведениями и предназначались главным образом для детей состоятельных родителей. Обучение в Филантропинах было ориентировано прежде всего на жизненно необходимые дисциплины, так, например, вместо изучения вымерших древних языков упор делался на современные (французский, английский, итальянский), большое внимание уделялось естественнонаучным знаниям, спорту (гимнастике, плаванию, играм, верховой езде) а также ремесленному труду. В обучении использовались различные виды наглядности. В ряде филантропинов вводилось преподавание некоторых предметов по выбору учащихся (бухгалтерия, технология и др.), что давало возможность подготовки воспитанников не только в университет, но и к практической (торговой и промышленной) деятельности. Филантропинисты способствовали в педагогике совершенствованию методов обучения, учитывающих возрастные и индивидуальные особенности детей, развитию теории физического и трудового воспитания..
Первый Филантропин был открыт немецким педагогом И. Б. Базедовым (Johann Bernhard Basedow) в 1774 году в Дессау. Филантропин в Дессау изначально был предназначен для детей разных сословий. Учащиеся делились на пансионеров (дети знатных родителей, их готовили к поступлению в университет) и фамулянтов (дети бедных родителей, будущие гувернёры), впрочем уже с 1785 года в учреждении учились в основном только дворянские дети. Здесь преподавали такие известные педагоги как И. Г. Кампе (Joachim Heinrich Campe), Э. К. Трапп (Ernst Christian Trapp), К. Г. Зальцман (Christian Gotthilf Salzmann) и другие. В 1793 году Филантропин пришлось закрыть из-за непрекращающихся организационных споров и финансовых проблем. Тем не менее, подобная концепция была взята за основу многими другими педагогическими направлениями. Подобные заведения существовали во Франции, Швейцарии, Северной Америке и даже в России.
В настоящее время в Германии до сих пор существуют заведения, называющие себя Филантропинами, в частности Филантропин во Франкфурте на Майне  и Филантропин во Франкентале.